# Cherves-Richemont

Cherves-Richemont este o comună în departamentul Charente, Franța. În 1 ianuarie 2020 avea o populație de 2.293 de locuitori.